# Affoux
Affoux is een gemeente in het Franse departement Rhône (regio Auvergne-Rhône-Alpes) en telt 397 inwoners (2022). De plaats maakt deel uit van het arrondissement Villefranche-sur-Saône.

## Geografie
De oppervlakte van Affoux bedraagt 10,6 km², de bevolkingsdichtheid is 32 inwoners per km².
De onderstaande kaart toont de ligging van Affoux met de belangrijkste infrastructuur en aangrenzende gemeenten.

## Demografie
Onderstaande figuur toont het verloop van het inwonertal (bron: INSEE-tellingen).